# Acacia rothii
Acacia rothii — вид квіткових рослин з родини бобових. Ареал: Австралія (Квінсленд).

## Середовище
Рослина зазвичай розташована на майже рівних і пологих хвилястих рівнинах, а також на невисоких пагорбах з висотою до 800 м. Зазвичай росте в латеритних червоноземних піщаних або суглинних ґрунтах як частина евкаліптових лісових угруповань.

## Біоморфологічна характеристика
Дерево зазвичай досягає висоти від 6 до 12 метрів з відкритою кроною і досить прямим стовбуром. Має грубу темно-сіро-коричневу кору та кутасті голі гілочки. Голі й вічнозелені філодії мають вузько видовжено-еліптичну серпувату форму, у довжину 15–30 см і вшир 1,5–3,5 см і мають два-три помітні поздовжні жилки.

## Використання
Рослина має медичне використання. Також дерево було дуже успішним для відновлення рослинності на ділянках відкритого видобутку бокситів. Серцевина темно-червоно-коричнева; вона чітко відмежована від вузької смуги блідої заболоні. Дерево традиційно використовували для виготовлення наконечників списів і вумерів. Щільну деревину можна використовувати як паливо.